# ورقة 5 سين
ورقة 5 سين (五銭紙幣) فئة ورقية من الين الياباني أصدرت مرتين في عام 1944 وعام 1948، تساوي الورقة 1⁄20 ين ياباني وهي أصغر ورقة ين ياباني. أصدرت الورقة أول مرة بعد صعوبة إصدار عملة 5 سين، أما الورقة الثانية والأخيرة فقد أصدرت بعد الحرب العالمية الثانية عندما حاولت الحكومة اليابانية كبح التضخم. هذه الأوراق النقدية حاليًا ليست عملة قانونية بعد إلغاء السين في عام 1953.

## التاريخ
أصدرت ورقة 5 سين أول مرة في نهاية الحرب العالمية الثانية بعد نفاد المعادن لإنتاج عملة 5 سين. أصدرت عملة 5 سين من النيكل مع اندلعت الحرب الصينية اليابانية الثانية في عام 1937. ولكن سرعان ما تغيرت سبيكة العملة إلى برونز الألومنيوم ثم إلى الألومنيوم ثم إلى القصدير في مارس 1944 بعد الحاجة لاستخدام المعادن الثمينة في الإمدادات العسكرية. ولكن بعد قلة القصدير وصعوبة نقله من المستعمرات اليابانية في جنوب شرق آسيا بسبب تفوق الحلفاء الجوي والبحري، أصدرت ورقة 5 سين في 1 نوفمبر 1944 على وجه الورقة كوسونوكي ماساشيجي. عرفت هذه السلسلة ب ملاحظات ماساشيجي. وعلى الظهر ختم حكومة اليابان. أصدرت هذه الورقة بكميات كبيرة بسبب التضخم المفرط.
أصدرت أخر ورقة 5 سين في 25 مايو 1948 وهي من السلسلة أ، للحد من التضخم بعد الحرب. ورقة 5 سين الجديدة أصغر ورقة نقدية حجمًا أصدرتها الحكومة اليابانية على الإطلاق حيث بلغ حجمها 48 مم × 94 مم فقط. على وجه الورقة البرقوق الياباني وعلى الظهر كلمة 5 Sen. بسبب الاضطرابات التي أعقبت الحرب، كانت جميع أوراق السلسلة باستثناء ورقة 100 ين سيئة الصنع. ومما زاد الطين بلة أن من طبع ورقة 5 سين هما شركتين مختلفتين من القطاع الخاص، أدى ذلك إلى اختلافات كبيرة بين النسختين والتزوير. انعدمت فائدة هذه الورقة النقدية بعد فشلها في تخفيف مشكلة التضخم المتفاقمة وندرة استخدامها. أُلغي تداول الورقة في نهاية عام 1953 عندما أصدرت الحكومة اليابانية قانونًا يلغي أوراق الين النقدية الفرعية.

## التصميم
| السلسلة                        | الوجه | الظهر |
| ------------------------------ | ----- | ----- |
| 1944 (شووا 19) (الإصدار الأول) |       |       |
| 1948 (شووا 23)                 |       |       |